# Gongora portentosa
Gongora portentosa är en orkidéart som beskrevs av Jean Jules Linden och Heinrich Gustav Reichenbach. Gongora portentosa ingår i släktet Gongora och familjen orkidéer.
Artens utbredningsområde är Colombia. Inga underarter finns listade i Catalogue of Life.